# Irineu Mihălcescu
Irineu Mihălcescu, din botez Ioan Mihălcescu (n. 24 aprilie 1874, Valea Viei, comuna Pătârlagele, județul Buzău – d. 5 aprilie 1948, Mănăstirea Agapia) a fost un teolog și ierarh ortodox român, care a îndeplinit demnitatea de mitropolit al Moldovei (1939-1947).

## Profesor universitar
S-a născut într-un sat de munte, fiind al șaselea din cei zece copii ai preotului Ioan Mihălcescu și ai preotesei Elena. A primit la botez numele de Ioan. După absolvirea școlii primare din satul natal, a studiat la Gimnaziul din Buzău (1887-1889), Seminarul din Buzău (1889-1891) și la Seminarul Central din București (1891-1895). Și-a continuat pregătirea la Facultatea de Teologie din București (1895-1899), pe care a absolvit-o cu lucrarea "Sinodul III Ecumenic din Efes".
Încă din perioada cât era elev la seminar a început să predea ca preparator de limba greacă la Seminarul Central (1894-1900), apoi, după absolvirea facultății, a fost pentru o scurtă perioadă secretar al internatului teologic din București (1900-1901).
Dorind să-și desăvârșească pregătirea, a urmat studii de specializare la Facultățile de Teologie și Filosofie din Berlin și Leipzig (1901-1904). A obținut, la 13 iunie 1903, titlul de doctor în filozofie la Facultatea de Teologie și Filosofie din Leipzig, cu teza Darlegung und Kritik der Religionsphilosophie Sabatiers.
Reîntors în România după obținerea doctoratului, Ioan Mihălcescu a participat la concursul pentru ocuparea unui post la Facultatea de Teologie din București. A câștigat concursul și a fost numit profesor agregat (la 1 iunie 1904), apoi profesor titular (la 28 martie 1908) la Catedra de Teologie Dogmatică și Simbolică a Facultății de Teologie din București, unde a predat până la alegerea sa în scaunul mitropolitan al Moldovei (1939). În paralel cu activitatea didactică, a îndeplinit și funcții administrative, ca decan al Facultății de Teologie din Chișinău (1926-1927), apoi ca decan al Facultății de Teologie din București (1927-1929 și 1933-1936).
În anul 1923 a fost hirotonit de către mitropolitul-primat Miron Cristea ca preot pentru Biserica Amzei din București. A inițiat publicarea revistei "Curierul parohial al Bisericii Amzei". A reprezentat Biserica Ortodoxă Română la diferite întruniri cu caracter ecumenic din străinătate, dintre care menționăm Congresul Alianței universale pentru înfrățirea popoarelor prin Biserică (Praga, 1928).

## Mitropolit al Moldovei
În anul 1936 a rămas văduv, în urma decesului soției sale, Anastasia. S-a închinoviat în același an la Mănăstirea Sinaia, sub numele de Irineu, fiind apoi ridicat la rangul de arhimandrit.
Ales în anul 1936 ca arhiereu-vicar al Arhiepiscopiei Bucureștilor, cu titulatura de "Târgovișteanul", a fost hirotonit întru arhiereu la 17 octombrie 1936 și desemnat să conducă secția culturală a Consiliului arhiepiscopal. În această calitate, a fost desemnat de Sfântul Sinod al Bisericii Ortodoxe Române ca locțiitor de episcop al Râmnicului-Noul Severin, cu titulatura de "Craioveanul" (1 noiembrie 1938 - 1 noiembrie 1939) și apoi ca locțiitor de mitropolit al Olteniei (1-29 noiembrie 1939).
A fost ales la 29 noiembrie 1939 ca mitropolit al Moldovei și înscăunat în Catedrala Mitropolitană din Iași la 17 decembrie 1939. A păstorit la Iași până la 16 august 1947, când s-a retras din scaun în urma presiunilor exercitate de puterea comunistă.
În calitate de mitropolit a efectuat vizite canonice la numeroase parohii și mănăstiri din Arhiepiscopia Iașilor, s-a preocupat de învățământul teologic organizând diferite conferințe religioase, a repartizat circa 100 de preoți basarabeni refugiați la parohiile din Arhiepiscopia Iașilor unde urmau să slujească împreună cu parohii locali, s-a preocupat de strângerea de fonduri pentru ajutorarea săracilor, a achitat din salariul său taxele unor elevi bursieri, a trimis preoți confesori pe front sau în spitalele de campanie pentru a ține predici ostașilor prin care să le ridice moralul etc.

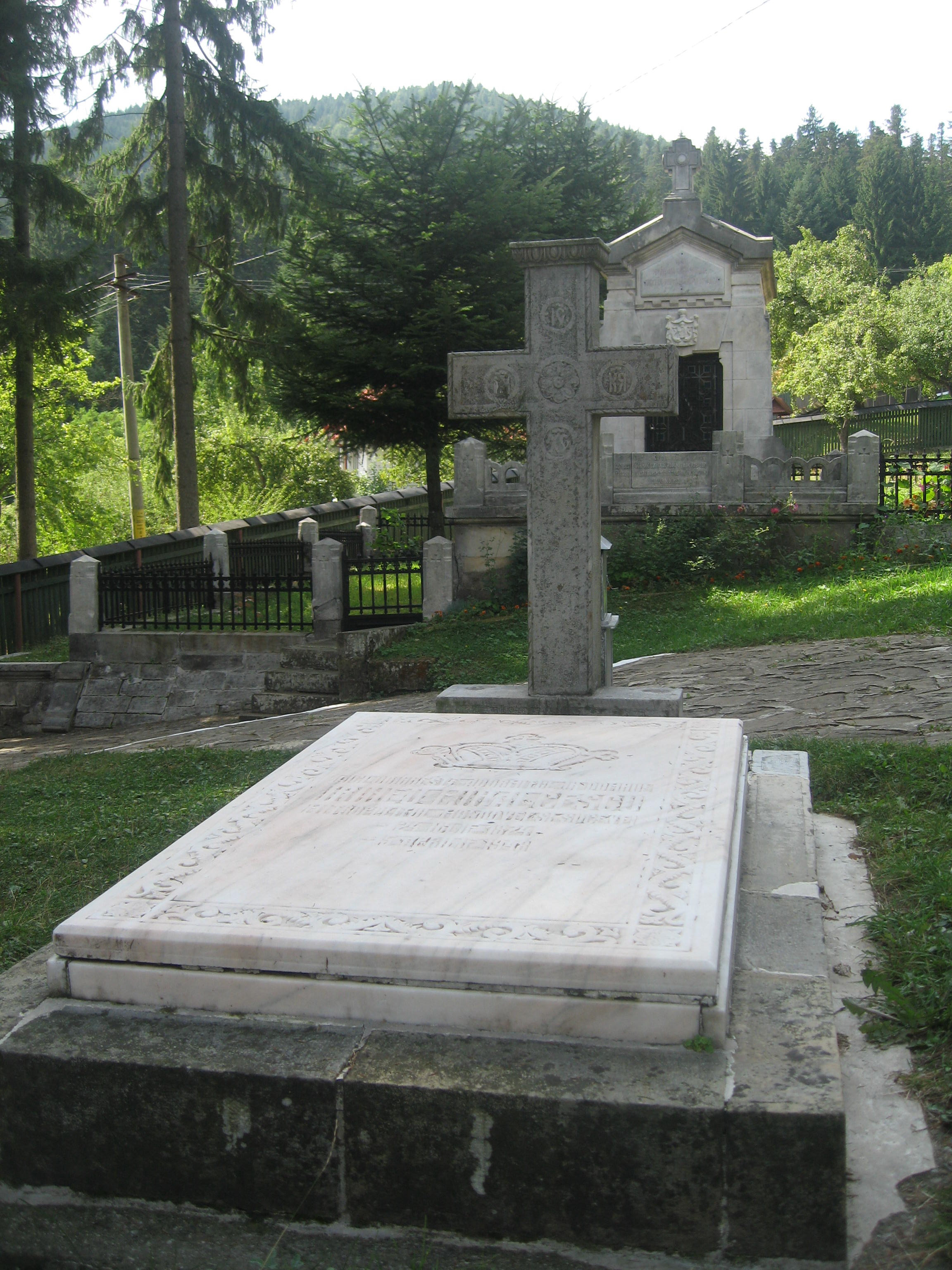
Mormântul mitropolitului Irineu Mihălcescu de la Mănăstirea Agapia.

S-a stabilit la Mănăstirea Agapia, unde a trecut la cele veșnice la 5 aprilie 1948, după inscripția de pe piatra sa de mormânt. Împrejurările retragerii sale din scaunul de mitropolit și apoi cele ale morții sale au ridicat controverse, insinuându-se că ar fi fost otrăvit pentru a-i lăsa locul lui Justinian Marina. A fost înmormântat în cimitirul mănăstirii.
La 24 aprilie 2004, cu prilejul împlinirii a 130 de ani de la nașterea înaltului ierarh, a fost inaugurată casa memorială (reconstruită) a IPS Irineu Mihălcescu în satul buzoian Valea Viei din comuna Pătârlagele și a fost dezvelit un bust al acestuia în fața casei. Cu acest prilej s-a celebrat o slujbă de comemorare de către un sobor de preoti, în frunte cu PS Epifanie Norocel, episcopul Buzăului și Vrancei .

## Lucrări publicate
A publicat numeroase studii de dogmatică, apologetică, istoria religiilor, etc. Este autor de traduceri și de manuale de religie.
- Compendiu de Teologie simbolică (București, 1902)
- Darlegung und Kritik der Religionsphilosophie Sabatiers (Berna, 1903)
- Thisavros tis Orthodoxias. Die Bekenntnisse und Wichtigsten Glaubenszeugnisse der griechisch orientalischen Kirche, im Originaltext, nebst einleitenden Bemerkungen (Leipzig, 1904)
- Teologia Dogmatică specială (București, 1907)
- Cunoașterea lui Dumnezeu din studiul naturii neînsuflețite (București, 1910)
- Curs de Teologie Fundamentală sau Apologetică, vol. I (București, 1932)
- Curs de Istoria religiunilor și Teologie Fundamentală (București, 1935)
- La theologie symbolique au point de vue de l'Eglise Orthodoxe Orientale (București-Paris, 1932)
- Teologia luptătoare (București, 1941; ed. a II-a, Ed. Episcopiei Romanului și Hușilor, 1994)
- Istoria religiunilor lumii (București, 1946)

## Fotogalerie

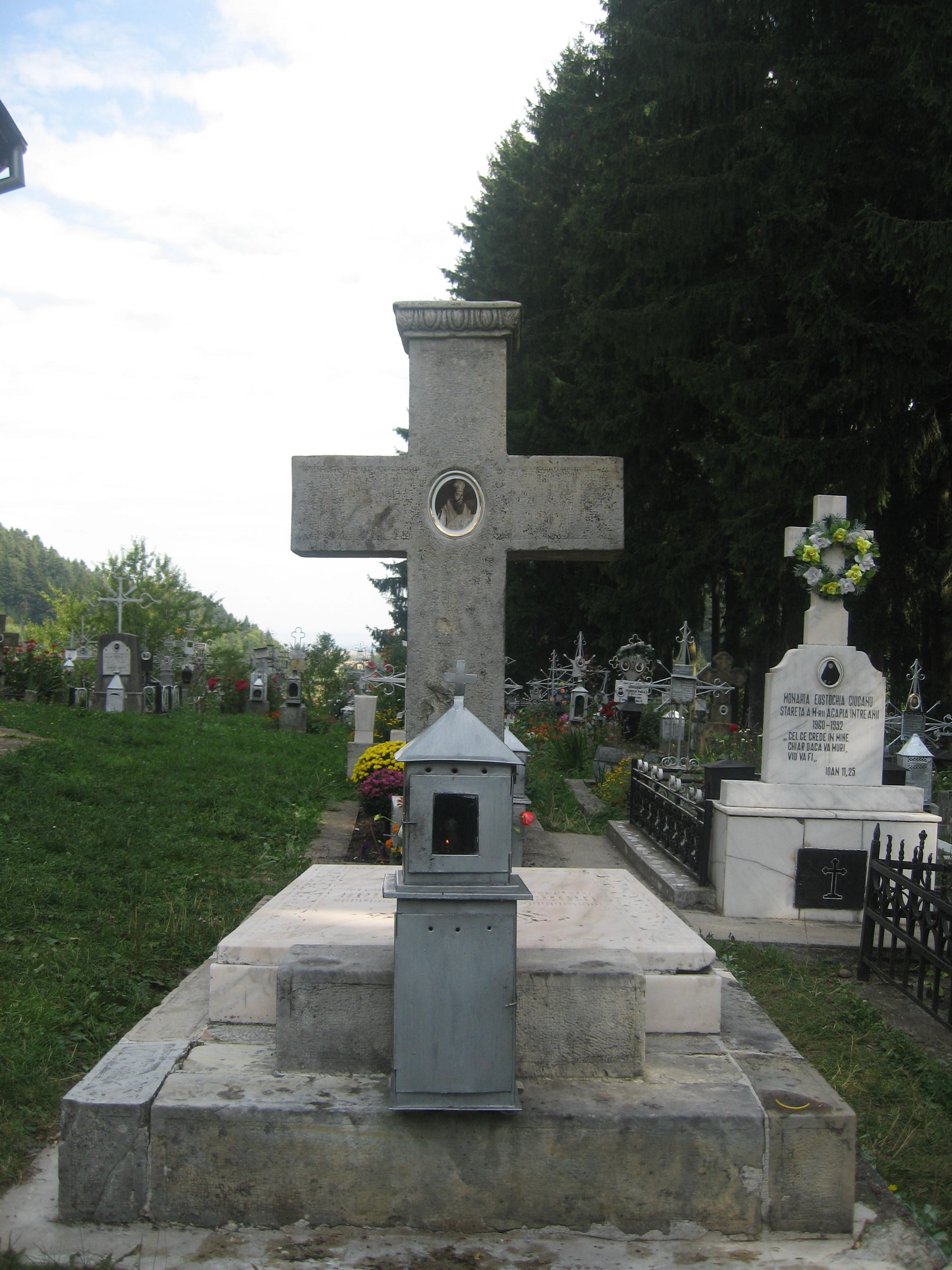
Mormântul mitropolitului Irineu Mihălcescu
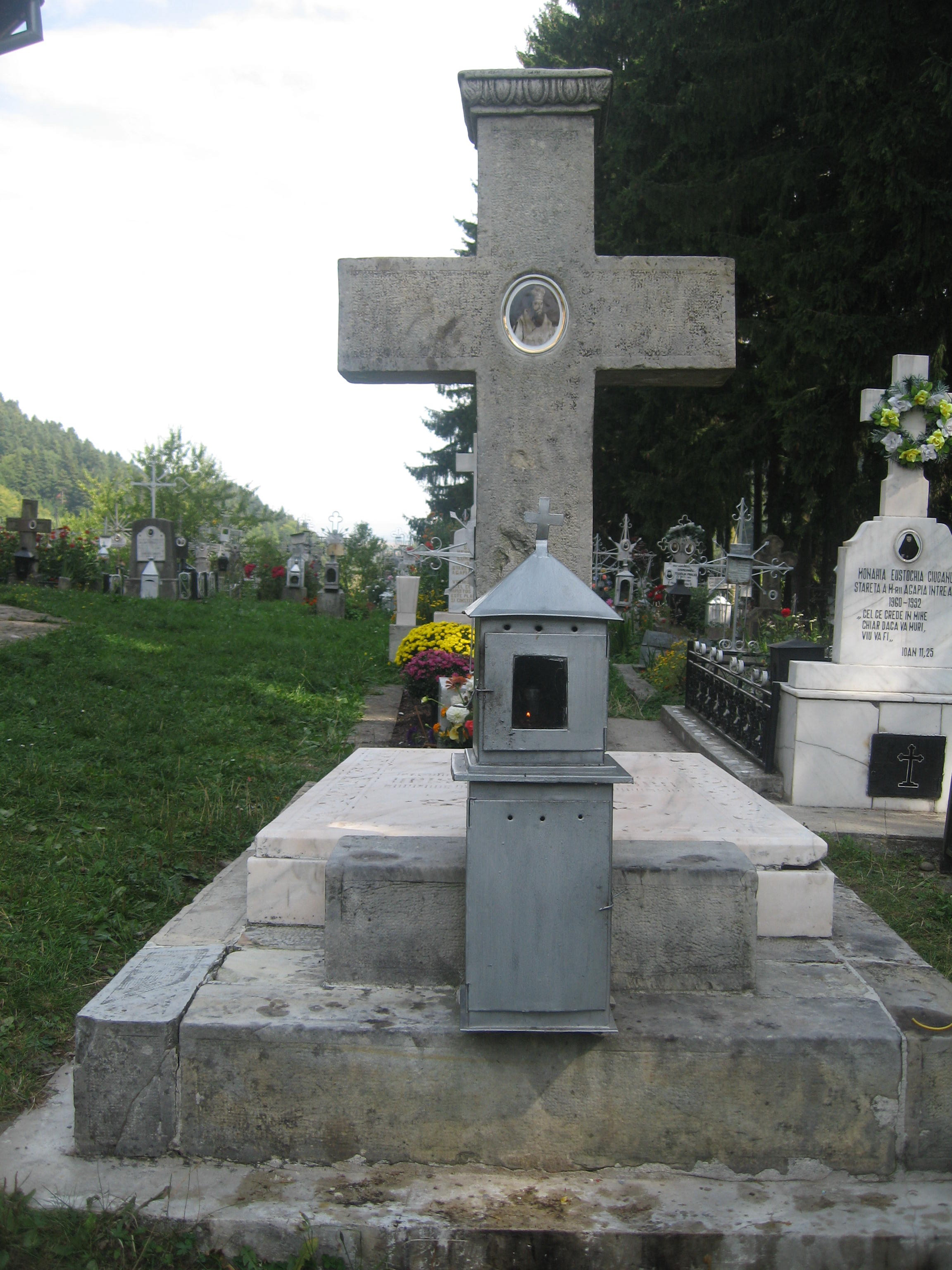
Crucea de pe mormântul mitropolitului Irineu Mihălcescu
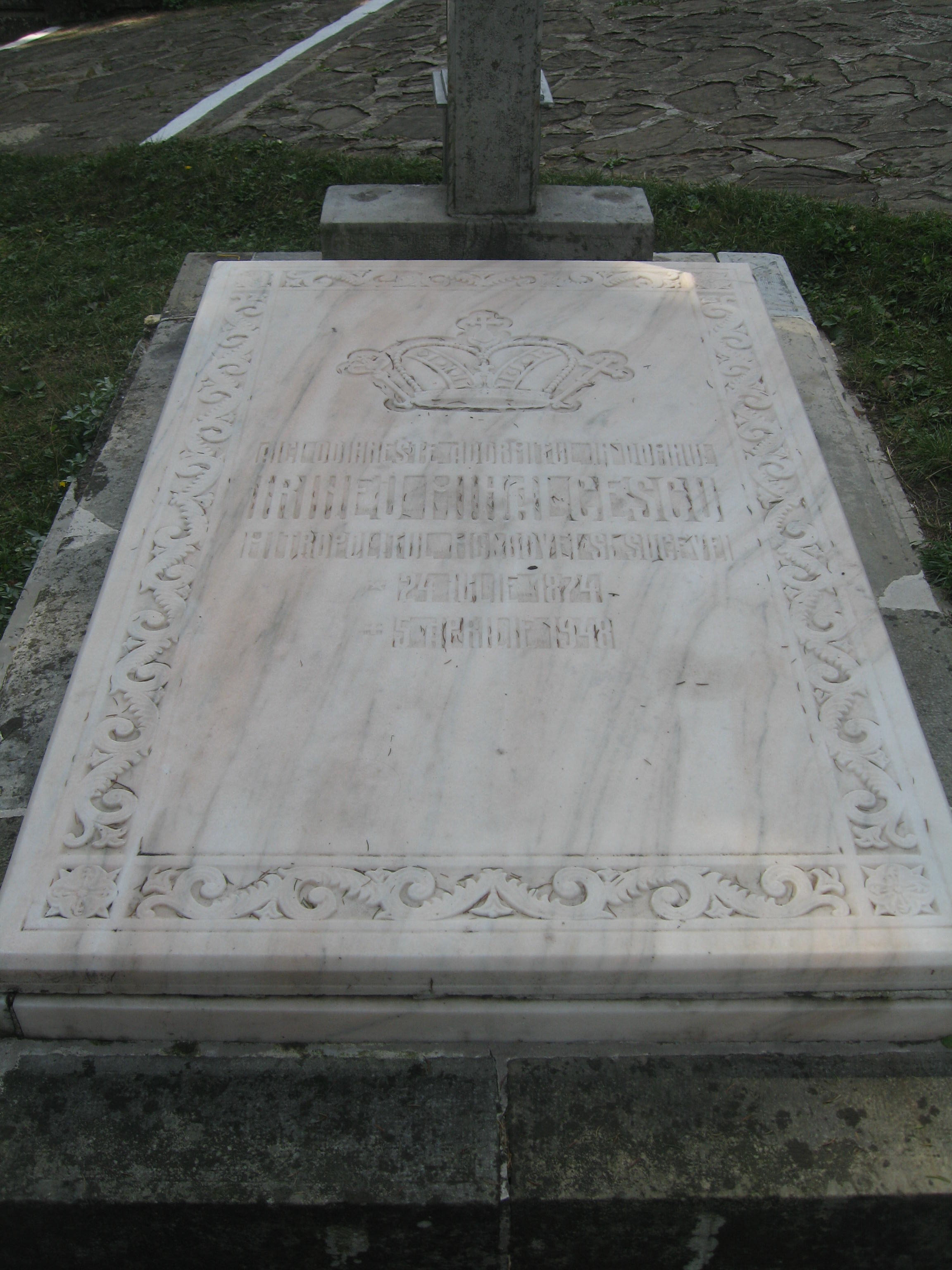
Placa funerară de pe mormântul mitropolitului Irineu Mihălcescu